# Kareli (Georgien)

Kareli (2020)

Kareli (georgisch ქარელი) ist eine Stadt in Zentralgeorgien.

## Geografie
Sie liegt in der Region Innerkartlien, rechtsseitig des Flusses Kura (Mtkwari), 94 km westlich der Hauptstadt Tbilisi sowie 20 km westlich der Stadt Gori. Seit 1939 ist es Verwaltungssitz der gleichnamigen Munizipalität. Im Jahr 2014 hatte Kareli 6.654 Bewohner.
Das Klima in Kareli ist gemäßigt.

## Geschichte
Die älteste erhaltene Erwähnung von Kareli stammt von 1715. Es gehörte zum Besitz der Adelsfamilie Zizischwili.
1872 wurde die Bahnstrecke Poti–Baku eröffnet, an der Kareli einen Bahnhof erhielt.
Kareli erwarb den Status einer Stadt 1981.